# Слинні залози

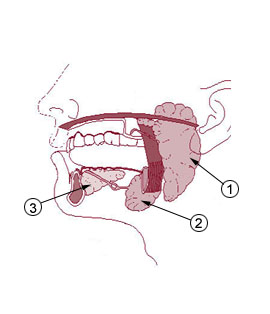
1-Привушна слинна залоза, 2-Піднижньощелепна слинна залоза, 3-Під'язична слинна залоза

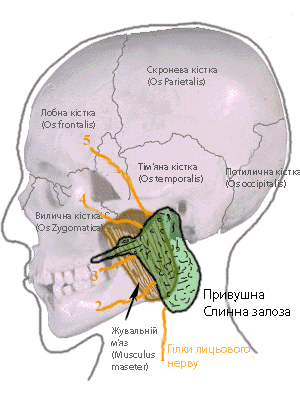
Привушна слинна залоза

Сли́нні за́лози — це травні залози, протоки, які відкриваються у ротову порожнину. Вони секретують травний сік — слину. Розрізняють малі та великі слинні залози.

## Загальні функції
Слиновиділення називають салівацією. Функції слинних залоз:
- Екзокринна — секреція білкових і слизових компонентів слини;
- Ендокринна — секреція гормоноподібних речовин;
- Фільтраційна — фільтрація рідинних компонентів плазми крові з капілярів до складу слини;
- Екскреторна — виділення кінцевих продуктів метаболізму.

## Слинні залози у людини

### Будова слинних залоз
У людини є три пари великих слинних залоз:
1. привушні — крупнодольчасті, альвеолярного типу, виділяють серозний (рідкий) секрет, вивідна протока відкривається на рівні другого верхнього кутнього зуба;
2. піднижньощелепні — альвеолярно-трубчастої будови, виділяють серозний секрет, вивідна протока відкривається на дні ротової порожнини в основі вуздечки язика;
3. під'язикові — дифузно розсіяні під слизовою дна рота, виділяють мукозний (багатші на муцин) секрет, протоки відкриваються спільно з протокою піднижньощелепної залози (головна) і дифузно в різних ділянках слизової рота. Крім крупних, поверхня слизової рота всіяна великою кількістю дрібних залоз, які постійно її зволожують.

### Хвороби слинних залоз
Поширеною хворобою слинних залоз є запалення — сіалоаденіт:
- паротит, якщо це запалення привушних залоз,
- субмаксиліт, якщо це запалення піднижньощелепних залоз,
- субглосит — якщо це запалення під'язикових залоз.

Причиною розвитку такого запалення слинних залоз є різноманітні віруси та бактерії. Симптоми:
- Сухість у роті;
- Утруднене відкривання рота;
- Підвищення температури тіла;
- Почервоніння, набряк на стороні ураження;
- Порушення смаку, неприємний присмак у роті;
- Больові відчуття під час пережовування їжі.

Більшість запальних захворювань слинних залоз проходить самостійно, але можливе виникнення ускладнень.
Крім запалень слинних залоз хворобами їх є сіалолітіаз (утворення каменів у залозі, проходження їх по протоках і можлива обтурація протоку), пухлини тощо.